# Motykały Wielkie (przystanek kolejowy)
Motykały Wielkie (biał. Матыкалы Вялікія, ros. Мотыкалы Большие) – przystanek kolejowy w miejscowości Motykały Wielkie, w rejonie brzeskim, w obwodzie brzeskim, na Białorusi. Leży na linii Brześć – Białystok.